# Francesco Mario Pagano

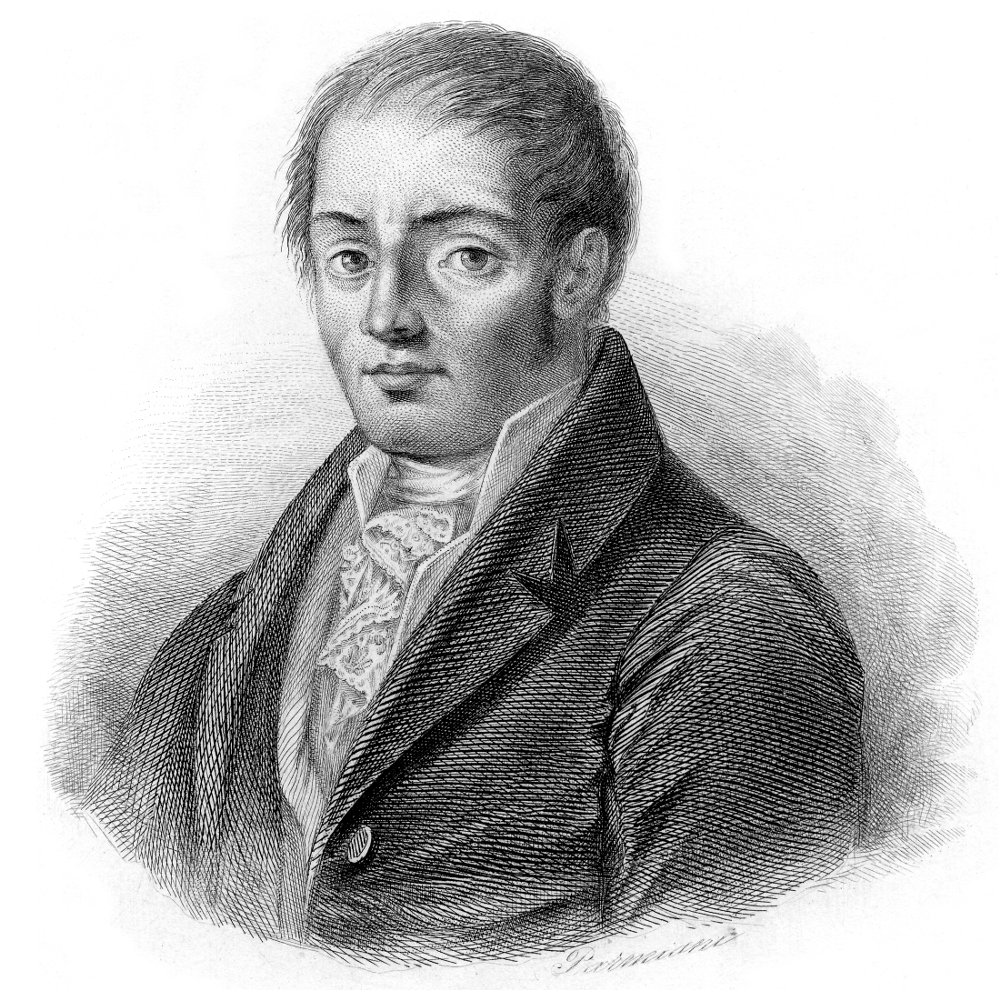
Francesco Mario Pagano (Lithografie aus dem Jahr 1851)

Francesco Mario Pagano (* 8. Dezember 1748 in Brienza; † 29. Oktober 1799 in Neapel) war ein italienischer Jurist und Autor.

## Leben und Leistungen
Pagano wurde in Brienza, einer südwestlich von Potenza liegenden Gemeinde, geboren. Er studierte an der Universität von Neapel und wurde dort unter anderem von Antonio Genovesi unterrichtet. Im Alter von 20 Jahren wurde er Dozent der Moralphilosophie an seiner Universität und zugleich auch praktisch tätig. Mit Gaetano Filangieri trat er den Freimaurern bei. Eines seiner bedeutendsten Werke, die Saggi politici (1783–85), stellt die philosophische Geschichte des Königreiches Neapel dar. Er sprach sich dabei gegen die Todesstrafe und Folter aus und plädierte für ein gütigeres Strafgesetzbuch.
Im Jahre 1794 verteidigte Pagano Galiani, Vitalini und De Deo, drei mutmaßliche Verschwörer gegen Ferdinand IV. Diese werden zum Tode verurteilt und Francesco Pagano wurde die Dozentenstelle aberkannt. Zudem wurde er gefangen genommen, eingesperrt und aus dem Königreich verbannt. Im Jahre 1796 floh er aus Neapel, kehrt im Jahre 1799 zurück, um die die Verfassung der im Zuge der Französischen Revolution kurzzeitig entstandenen Parthenopäischen Republik zu entwerfen. Wenige Monate später fiel die Republik und Francesco Pagano wurde exekutiert.
Paganos sonstige juristische und philosophische Arbeiten umfassen Progetto di Costituzione della Repubblica napoletana, Sul processo criminale, Esame politico dell’intera legislazione romana, und Discorso sull’origine e natura della poesia. Er übersetzte auch Arbeiten vom Griechischen und Latein und schrieb sechs Tragödien (Gerbino, Agamennone, Corradino, Gli esuli tebani, Prometeo, and Teodosio) und eine Komödie (Emilia).